# Salep

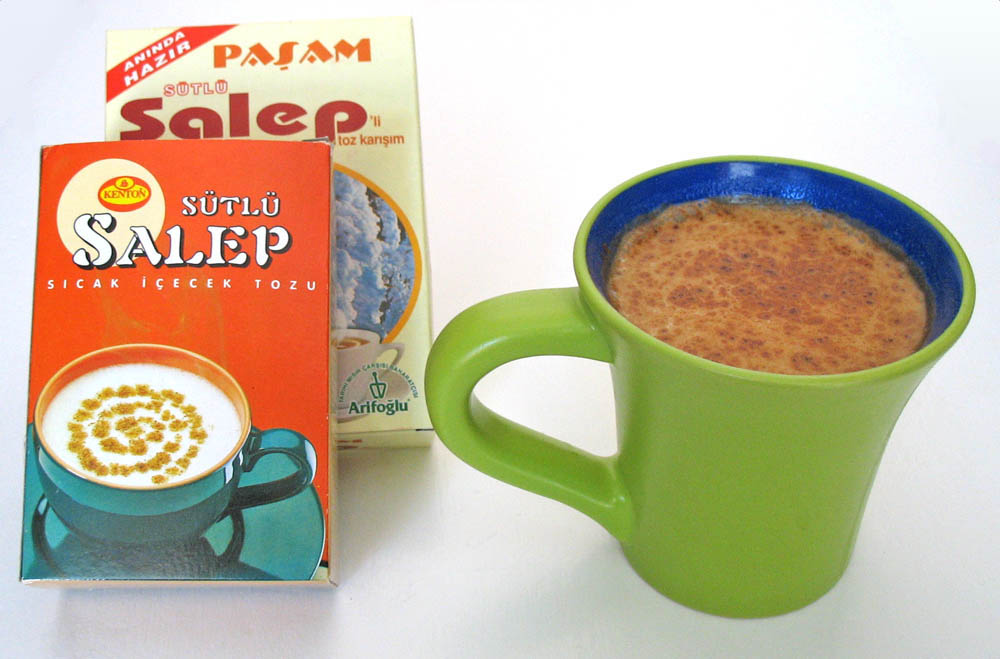
Una tazza di salep accanto a due scatole dello stesso prodotto

Il salep (dall'arabo sahlab) è una farina, anticamente considerata un ricostituente o un medicinale, e utilizzata ancora oggi in Turchia per la produzione di bevande e gelati da passeggio, come il dondurma.
Il salep si ricava da tuberi essiccati di diverse orchidee appartenenti alla sottofamiglia delle Orchidoideae. Queste orchidee hanno due tuberi nel periodo di fioritura, uno appassito, ai costi del quale si è sviluppato il fusto in fiore e uno non diviso, di forma sferica arrotondata, da cui si svilupperà nell'anno successivo un fusto in fiore.
Si raccolgono dopo il periodo di fioritura i tuberi dal sapore amarognolo e dal peculiare odore sgradevole, li si lava, si grattugia la pelle marrone esterna, si tostano e li si essicca ad una temperatura calda artificiale. Tutti i tuberi di orchidea possono fornire il salep. Più frequentemente si utilizzavano i tuberi non divisi di orchidee minore (Anacamptis morio), orchide maschia (Orchis mascula), orchide militare (Orchis militaris), orchide bruciacchiata (Neotinea ustulata), orchide piramidale (Anacamptis pyramidalis), un po' meno i tuberi divisi di Dactylorhiza maculata, Dactylorhiza incarnata e Gymnadenia conopsea.
I tuberi rotondi pesano dopo l'essiccatura al massimo 2 g e sono lunghi 3 cm, hanno una forma molto irregolare, dura, fragile, giallognola, hanno un odore debolmente aromatico, un sapore indifferentemente insipido, contengono per il 27% amido, 48% bassorina, 1% glucidi, 5% proteine, 2% minerali, ecc. Se polverizzati e aggiunti ad acqua bollente nella quantità di 40-50 volte il loro peso, producono una pappetta densa.
Secondo le usanze orientali, il salep nell'antichità orientale, in riferimento alla forma dei due tuberi rotondi posti uno a fianco all'altro, è considerato un mezzo efficace per raggiungere nuovamente la forza di procreazione. Teofrasto di Ereso e Dioscoride Anazarbeo gli hanno ascritto una grande capacità nutritiva, che in realtà non possiede. Tramite gli Arabi sono giunti in Europa tuberi di orchidee probabilmente di origine persiana o di altri paesi orientali, ma nel Medioevo si utilizzavano anche in Occidente i tuberi di orchidee locali.
Le virtù curative del salep sono in realtà limitate a un blando effetto antidiarroico.
Oggigiorno, tutte le specie di orchidee sopra nominate sono sotto la tutela delle leggi nazionali ed internazionali, cosa che vale soprattutto per le porzioni di piante ipogee. All'interno dell'Unione europea, tutte le specie di orchidea sono altamente tutelate ed il commercio di salep è proibito.